# Blechroglossa pelochyta
Blechroglossa pelochyta är en fjärilsart som beskrevs av Turner 1937. Blechroglossa pelochyta ingår i släktet Blechroglossa och familjen Crambidae. Inga underarter finns listade i Catalogue of Life.